# Johan Hägglund (ishockeyspelare)
Johan Hägglund, född 9 juni 1982 i Örnsköldsvik, är en svensk före detta ishockeyspelare. Han spelade för Ishockeyklubben Leksands IF som säsongen 2010/11 spelade i Hockeyallsvenskan.